# Venere e Marte (singolo)
Venere e Marte è un singolo del gruppo musicale italiano Takagi & Ketra e dei cantautori italiani Marco Mengoni e Frah Quintale, pubblicato l'8 gennaio 2021.

## Descrizione
Il brano è stato annunciato per la prima volta il 16 dicembre 2020 attraverso i profili social del duo.

## Video musicale
Il videoclip, diretto da Antonio Usbergo e Niccolò Celaia, è stato pubblicato l'11 gennaio 2021 attraverso il canale YouTube del duo. Il video, girato al parco divertimenti di Cinecittà World, ha visto la partecipazione dell'attrice Serena De Ferrari e del ballerino Alessio La Padula insieme a Mengoni e Frah Quintale.

## Tracce
Testi e musiche di Alessandro Merli, Fabio Clemente, Federica Abbate e Francesco Servidei.
1. Venere e Marte – 3:42

## Classifiche

### Classifiche settimanali
| Classifica (2021) | Posizione massima |
| ----------------- | ----------------- |
| Italia            | 2                 |

### Classifiche di fine anno
| Classifica (2021) | Posizione |
| ----------------- | --------- |
| Italia            | 41        |